# 完全版「バンドBについて」
『完全版「バンドBについて」』（かんぜんばん バンドビーについて）は、Base Ball Bearのインディーズベストアルバム。

## 解説
- Base Ball Bearのインディーズ時代の楽曲を網羅したベストアルバムである。
- オリコンチャートの2009年1月13日付週間CDアルバムランキングでは、8,241枚を売り上げ10位にランクインした。

## 収録曲
- 全作詞・作曲：小出祐介、全編曲：Base Ball Bear

### DISC1
1. SAYONARA-NOSTALGIA
2. つよがり少女
3. メタモルフォーゼ真っ最中
4. 微熱ボーイ
5. SUNSET-KI・RE・I
6. 夕方ジェネレーション
7. BOY MEETS GIRL
8. 少女と鵺
  - 「しょうじょとぬえ」と読む。
9. YUME is VISION
10. 君のスピード感
11. 東京ピラミッド
12. ドッペルゲンガー・グラデュエーション
13. TRAGIC HEROINE

Track.1～7：ミニアルバム「夕方ジェネレーション」収録
Track.8：コンピレーションアルバム「HI-STYLE vol.7」収録
Track.9～12：シングル「YUME is VISION」収録
Track.13：シングル「B Beginning!!」（ロックバンド、Baconとのスプリットシングル）収録

### DISC2
1. 極彩色イマジネイション
2. April Mirage
3. 空飛願望
4. 向日葵の12月
5. 白雪の彼女
6. 海になりたい
7. aimai memories
8. サテライト・タウンにて
9. 君色の街
10. 翳ない2人
11. 彼氏彼女の関係
12. HIGH COLOR TIMES
13. ラビリンスへのタイミング

Track.1～12：アルバム「HIGH COLOR TIMES」収録
Track.13：アルバム「バンドBについて」収録